# 最后致意
《最後致意》，此乃福爾摩斯系列的第四本短篇小說集，於1917年出版。

## 故事
此書一共結集了7個短篇故事。(美版有 8個)
- 紫籐居探案（The Adventures of the Wisteria Lodge）
- 赤環黨探案（The Adventures of the Red Circle）
- 布魯士—巴丁登計劃探案（The Adventures of the Bruce-Partington Plans）
- 垂死偵探探案（The Adventures of the Dying Detective）
- 法蘭西斯·卡法克小姐的失蹤（The Disappearance of Lady Frances Carfax）
- 魔鬼的腳探案（The Adventures of the Devil's Foot）
- 最後致意（The Last Bow）（第三人称口吻）